# Kostel svaté Barbory (Batelov)
Kostel svaté Barbory (případně také kaple svaté Barbory) je filiální hřbitovní kostel v římskokatolické farnosti Batelov, nachází se na hřbitově na Třešťské ulici v centru městyse Batelov. Je jednolodní stavbou přestavěnou do renesančního slohu v roce 1670 stojící uprostřed hřbitova. Dříve sloužil jako městský kostel. Kostel je chráněn jako kulturní památka České republiky.

## Historie
Kostel byl jako kostelík osady Batelov postaven v 13. století, v současném kostele jsou dochovány zdi lodi a presbytáře. Kostel měl být dle jiných zdrojů postaven jako votivní kostel v roce 1648 a během švédských válek byl vypálen a opuštěn. V roce 1670 pak byl kostel přestavěn, získal tak svoji současnou renesanční podobu. K původnímu kostelu byla přistavěna sakristie, proražen vchod na západní straně kostela, zvětšena okna a zaklenut presbytář. V 19. století pak byl kostel opět rozšířen, byla postavena kruchta a plochý strop zaklenut dešťovou klenbou.
K západnímu průčelí kostela s renesančním vchodem byla v 19. století přistavěna hrobka hrabat Blankensteinů, majitelů Batelovského panství. Šlo o obdélníkovou budovu se čtyřmi půlkruhovými okny na západní straně postavenou do trojúhelníkového průčelního štítu, s šindelovou sedlovou střechou. Hrobka byla v srpnu 1958 zbořena místními přáteli žehu, na jejím místě měl být vybudován urnový háj, k čemuž však nedošlo, místo hrobky zůstalo prázdné. Kromě hrabat Blankensteinů byl v hrobce pohřben též princ Karel Gustav Wilhelm Hohenlohe-Langenburg a jeho žena Frederika. 